# Бруклин
Вижте пояснителната страница за други значения на Бруклин.
Бруклин (на английски: Brooklyn) е един от петте района, изграждащи град Ню Йорк в САЩ. Самостоятелен град до 1898 г., днес Бруклин е най-населеният район на Ню Йорк, подслонявайки 2 736 074 души към 2020 г. Бруклин също е и един от окръзите на щата Ню Йорк.

## Квартали
Някои квартали на Бруклин:
1. Бат Бийч
2. Бей Ридж
3. Бенсънхърст
4. Браунсвил
5. Бруклин Хайтс
6. Бушуик
7. Грейсенд
8. Източен Ню Йорк
9. Източен Уилямсбърг
10. Кенсингтън
11. Краун Хайтс
12. Сайпръс Хилс
13. Сити Лайн
14. Фултън Фери
15. Хоумкрест

## Личности
Родени
- Мел Брукс (р. 1926), писател, композитор и актьор
- Виктория Готи (р. 1962), писателка
- Лил Ким (р. 1974), рапърка
- Мики Спилейн (1918-2006), писател
- Питър Стийл (1962-2010), вокал, басист и композитор на готик-дуум групата Type O Negative
- Ан Хатауей (р. 1982), актриса
- Ноториъс Би Ай Джи (1972-1997), хип-хоп музикант и рапър
- Ol' Dirty Bastard (1968-2004), хип-хоп музикант и рапър
- Поп Смоук (1999-2020), дрил, хип-хоп музикант и рапър

## Демография
- Към 2010 г. според преброяването на САЩ:
- 42,8% бели
- 34,3% черни или афроамериканци
- 0,5% индианци
- 10,5% азиатци
- 8,9% други
- 19,8% испанци или латино